# El hombre de tiza
El hombre de tiza es una novela de suspenso escrita por la autora británica C. J. Tudor en 2018, siendo esta su primera publicación. El libro fue oficialmente publicado el 9 de enero de 2018.

## Argumento
Todo comenzó el día del terrible accidente, durante la feria, cuando Eddie, de doce años, conoció al Hombre de Tiza. Fue El Hombre de Tiza quien le dio la idea de los dibujos, una manera de intercambiar mensajes secretos entre su grupo de amigos. Fue divertido hasta que los dibujos les condujeron hasta el cuerpo sin vida de una niña.
Sucedió hace treinta años y Ed creía que todo había quedado olvidado. Sin embargo, un día recibe una carta que contiene solamente dos cosas: una tiza y el dibujo de un muñeco. La historia se repite y Ed se da cuenta de que el juego, en realidad, nunca terminó…

## Críticas
El libro fue recibido con críticas generalmente favorables por parte de los críticos y los lectores. Stephen King opinó sobre el libro «¿Quieres leer algo bueno? Si te gusta lo que escribo, te gustará El Hombre de Tiza, de C. J. Tudor». También se han hecho críticas tales como «El hombre de tiza, de C. J. Tudor es un thriller oscuro e inteligente, escrito por la que ya ha sido considerada por la crítica la heredera de Stephen King».